# Ice de Winnipeg
L'Ice de Winnipeg était une franchise canadienne de la Ligue de hockey de l'Ouest.

## Histoire
L'équipe est créée en 2019 à la suite du déménagement de l'Ice de Kootenay. Elle commence ses activités à partir de la saison 2019-2020 et dispute ses matchs à domicile au Wayne Fleming Arena de l'université du Manitoba durant la construction d'un nouvel amphithéâtre à Oak Bluff. En vue de la saison saison 2023-2024, l'équipe est déménagée à Wenatchee, sous le nom du Wild.